# The BossHoss
The BossHoss — берлинская музыкальная группа, основанная в 2004 году. Имя группы происходит от хита группы The Sonics, вышедшего в 1965 году, который назывался «The Real Boss Hoss».
Первоначально они исполняли  кавер-версии в стиле кантри и вестерн на известные поп, рок и хип-хоп песни, например, «Hot in Herre» Нелли, «Toxic» Бритни Спирс и «Hey Ya!» Outkast. Группа умышленно имитирует стереотипное поведение американских ковбоев; они носят шляпы Stetson, майки и большие солнцезащитные очки и демонстрируют бутылки виски.
Постепенно музыканты перешли на исполнение собственного материала: большинство песен на последних альбомах написал солист, играющий в группе на акустической гитаре, Хосс Пауэр (Hoss Power). Он же написал и самую коммерчески успешную за всю историю группы песню — «Don’t Gimme That».
Сейчас группа The BossHoss состоит из 7 человек, активно выступает в странах Европы, издаёт новые альбомы, принимает участие в фестивалях и телепередачах.

## С 2004 по 2006 — Создание
Группа была основана в Берлине в 2004 году двумя график-рекламистами — Сашей Фолльмером (Sascha Vollmer) и Михаэлем Фриком (Michael Frick) совместно с их коллегой Алеком Фёлькелем (Alec Völkel). Сначала группа выступала только на частных праздниках или в маленьких берлинских клубах, но постепенно круг её слушателей увеличивался, открывая музыкантам более широкие возможности.
В конце 2004 года музыканты подписывают свой первый крупный контракт с Universal Music. Тогда же они пишут кавер на песню «Like Ice in the Sunshine» для рекламной компании мороженого фирмы Langnese. После её выхода Фрик выходит из группы, ему на замену приходит Гас Брукс (Guss Brooks).
В апреле 2005 года выходит первый сингл — «Hey Ya», в мае того же года выходит их дебютный альбом Internashville Urban Hymns. В чартах в Германии альбом достигает 11 места, в этот год группа играет 182 концерта в Германии, Австрии, Швейцарии и Голландии.
В 2006 году группа внесла свой музыкальный вклад в фильм «Футболистки» («FC Venus — Angriff ist die beste Verteidigung»).
28 апреля 2006 года выходит первый сингл альбома Rodeo Radio — «I Say a Little Prayer». Сам альбом поступил в продажу 19 мая 2006 года и наполовину состоял из собственных песен группы. В том же году группа совершила турне с 150 концертами.
К моменту выхода второго альбома, их дебютный альбом снова вышел в чарты, через год после своего издания, и к концу мая 2006 года получил статус золотого (было продано 100 000 экземпляров). В декабре 2006 года золотым стал и второй альбом группы — Rodeo Radio.

## С 2007 по 2011 — Новый состав

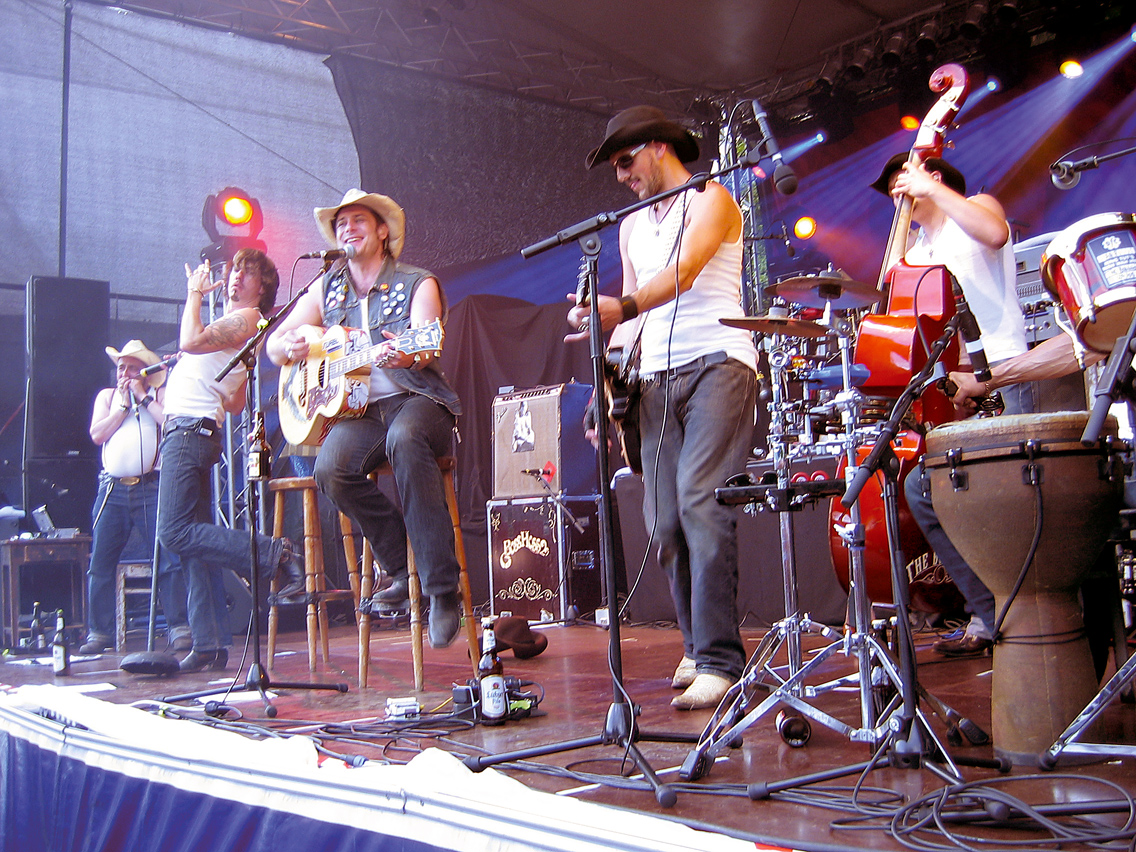
The BossHoss в 2007 году

2007 год начался у группы туром по Канаде, в котором приняли участие два новых участника группы — Хэнк Уилльямсон (Hank Williamson) и Расс Т. Рокет (Russ T. Rocket). За этим последовал сингл «Everything Counts»/«Truck ’n’ Roll Rules». Видеоклип на песню снял режиссёр Детлев Бак (Detlev Buck), к чьему детскому фильму «Руки прочь от Миссисипи» (Hände weg von Mississippi) группа записала заглавную песню. В конце года выходит второй сингл — «Monkey Business» и третий альбом Stallion Battalion, где уже были преимущественно собственные песни.
Четвёртый альбом Do or Die вышел 19 июня 2009 года. Первый сингл «Last Day» поступил в продажу уже 5 июня. Тогда же группа выступила на крупнейшем в мире фестивале метала Wacken Open Air. В ноябре 2009 года музыканты отправились в турне по городам Германии, Австрии и Швейцарии с новой программой «Go! Go! Go!».
В 2010 они снова устраивают турне. Их альбом Low Voltage, состоящий из их хитов с тремя новыми песнями, вышел 23 апреля 2010 года. В туре группа усилилась за счёт ансамбля, играющего на духовых инструментах — Tijuana Wonderbrass и живого оркестра Babelsberger Filmorchester. Первые до сих пор регулярно выступают с группой The BossHoss. В июне 2011 года группа выступила на фестивалях «Рок в парке» (Rock im Park) и «Рок на трассе» (Rock am Ring).

## С 2011 по 2012 — The Voice of Germany и Liberty of Action
С осени 2011 года Босс и Хосс участвуют в качестве жюри и преподавателей в проекте «The Voice of Germany». Той же осенью вышедший альбом «Liberty of Action» достиг 4 места в немецких чартах, сингл «Don’t Gimme That» занял 8 место в Топ-10. В Австрии и Люксембурге сингл занял 1 место. Кавер на песню «L.O.V.E» стал саундтреком к фильму «Влюбленная женщина» (Rubbeldiekatz) режиссёра Детлева Бака.
При поддержке Босса Бёрнза и Хосса Пауэра, Айви Квейноо (Ivy Quainoo) выиграла конкурс «The Voice of Germany». На финале группа исполнила с ней песню «I Say a Little Prayer». Передача «The Voice of Germany» имела большой успех и получила престижную немецкую премию Golden Camera 2012. По окончании передачи группа вновь отправилась с туром по городам.
В России The BossHoss выступала в июне 2012 года на Harley Brothers Festival в рамках фестивального турне. Летом того же года они выступили на таких фестивалях как Donauinselfest, Wacken, Rock im Pott, Rock im Stadtpark, Taubertal Festival, NDR 2 Papenburg Festival.
Осенью 2012 года The BossHoss участвовали во втором сезоне «The Voice of Germany». Группа вышла в финал с Джеймсом Боргесом (James Borges), который в итоге занял 4 место.
В ноябре 2012 года группа выпускает расширенный релиз диска «Liberty of Action (Black Edition)», который включает новые треки: «Nothing But The Best», «Do You Wanna Touch Me (Oh Yeah)» (совместно с Eagles Of Death Metal), «Run Run Run» (совместно с Kitty, Daisy & Lewis) и «Man Man Blues» (совместно с Triggerfinger).

## С 2013 — Flames of Fame
5 января 2013 года группа выступала в качестве специально приглашённых гостей на Зимней игре (DEL Winter Game) на стадионе Нюрнберга.
The BossHoss были номинированы на престижную немецкую премию «Echo 2013» в категории «Лучшая рок/поп группа». Также на этой премии они объявляли победительницу в номинации «Лучшая немецкая певица»; ею стала их воспитанница — Айви Квейноо (Ivy Quainoo).
19 апреля 2013 года The BossHoss стали обладателями премии «Radio Regenbogen Awards 2013» в номинации «Band National».
Летом группа отправилась в традиционное фестивальное турне: The BossHoss выступили на таких площадках как Rock im Park, Rock am Ring и Rock-A-Field, а также на теннисном турнире Gerry Weber Open 2013.
В июле Босс Бёрнз и Хосс Пауэр вместе с Себастьяном Феттелем были судьями в Red Bull SoapBox Run, проходивших в Германии.
13 сентября 2013 год а вышел сингл «Do It», клип на который группа сняла в июле 2013 года, отправившись в Лос Анджелес. 11 октября 2013 года вышел новый альбом «Flames of Fame», заняв в первую неделю продаж 2-е место в немецких чартах. В Австрии альбом вышел на 5-е место, а в Швейцарии — на 8-е. Также осенью 2013 года группа с успехом прокатилась по городам Германии, Австрии и Швейцари с туром в поддержку альбома. Босс Бёрнз и Хосс Пауэр подтвердили своё участие в третьем сезоне шоу «The Voice of Germany», показ которого начался в октябре. В финал они вышли с Дэбби Шипперс (Debbie Schippers) и заняли 4-е место.
В декабре 2013 года The BossHoss выпустили CD и DVD концерта — «Flames of Fame: Live over Berlin».
17 марта группа объявила, что Босс Бёрнз и Хосс Пауэр больше не будут участвовать в The Voice of Germany. В официальном заявлении говорилось: "после 3 успешных сезонов TVOG, мы хотим снова сфокусировать всё своё внимание и внимание средств массовой информации на группу и на нашу музыку".
27 марта 2014 года состоялось очередное вручение премии "Echo". The BossHoss были номинированы в категории «Лучшая рок/поп группа», и победили. Причём, огласить номинантов вышел Рей Гарви (Ray Garvey), коуч первого и второго сезона The Voice of Germany.
4 апреля запланирован выход второго сингла с альбома Flames of Fame - My Personal Song, а также должен выйти клип на эту песню.
22 мая в немецких кинотеатрах выходит мультфильм "Кот Гром и магический дом", в котором Босс и Хосс озвучили грузчиков Марка и Майка.

## Состав группы
Участники The BossHoss занимаются продюсированием, микшированием, аранжировками, звукозаписью и графическим дизайном. Хосс Пауэр (Hoss Power), одновременно с тем, что играет на акустической гитаре и поёт, является главным композитором группы. Он занимался продюсированием, аранжировками, записью и микшированием каждого вышедшего альбома. Босс Бёрнз (Boss Burns) начиная с «Rodeo Radio» занимается оформлением всех альбомов. Гас Брукс (Guss Brooks) с выхода альбома «Low Voltage» ответственен за звукозапись. Часть треков «Rodeo Radio» была создана совместно Пауэром и Эрнесто Эскобаром де Тихуаной (Ernesto Escobar de Tijuana). В написании некоторых песен приняли участие, кроме де Тихуаны и Уильямсона и другие участники группы. Фрэнк Доу (Frank Doe) занимается составлением списка песен, которые группа будет исполнять на концерте.
Большинство участников группы участвовали в сторонних проектах. Так, например, сайд-проектом Хосса Пауэра была группа Hot Boogie Chillun (1992—2004). Сайд-проектом Босса Бёрнза была группа Teheran Taxi (2004), а до этого с 1995 по 2003 год он состоял в группе Boon. Гасс Брукс (Guss Brooks) участвует в группе The 2930s. Гитарист группы The BossHoss Russ T. Rocket принимает участие в проекте Bob Harz.

## Работа в студии
Члены группы Пауэр, Доу и де Тихуана работают композиторами, аранжировщиками, звукодизайнерами и продюсерами в Sonnenstudio в Берлине. Они записывают для групп и фирм таких как McDonald's, BMW или Tchibo. Они продюсируют рекламу и альбомы других музыкантов. Все альбомы группы были перечислены выше.

## Бренд
Участники группы часто носят белые или чёрные майки или джинсовые рубашки, также как и ковбойские шляпы, сапоги и солнечные очки. Фронтлайнеры Босс и Хосс носят кольца, которые вместе составляют слова «B-O-S-S» и «H-O-S-S». Также в 2013 году было выпущено пиво «The BossHoss Beer», под девизом «Don’t worry beer happy».

## Благотворительность
Группа участвует в программах по обучению чтению и письму. В рамках компании «iCHANCE», проведённой при поддержке Ассоциации Грамотности и Образования, Хосс Пауэр и Хэнк Уильямсон выступили против неграмотности.

## Дискография

### Студийные альбомы
| Год  | Название                         | Место в чартах:         | Место в чартах:         | Место в чартах:         | Комментарии                                    |
| Год  | Название                         | Германия                | Австрия                 | Швейцария               | Комментарии                                    |
| ---- | -------------------------------- | ----------------------- | ----------------------- | ----------------------- | ---------------------------------------------- |
| 2005 | Internashville Urban Hymns       | 11 (29 нед.)            | —                       | —                       | Дата выхода: 06 июня 2005 Продажи: + 200.000   |
| 2006 | Rodeo Radio                      | 6 (32 Нед.)             | 40 (5 Нед.)             | 83 (2 Нед.)             | Дата выхода: 2 июня 2006 Продажи: + 200.000    |
| 2007 | Stallion Battalion               | 8 (43 Нед.)             | 56 (5 Нед.)             | —                       | Дата выхода: 9 ноября 2007 Продажи: + 100.000  |
| 2009 | Do or Die                        | 4 (16 Нед.)             | 38 (6 Нед.)             | 32 (10 Нед.)            | Дата выхода: 3 июля 2009 Продажи: + 100.000    |
| 2010 | Low Voltage                      | 7 (5 Нед.)              | 49 (1 Нед.)             | 64 (1 Нед.)             | Дата выхода: 30 апреля 2010                    |
| 2011 | Liberty of Action                | 4 (71 Нед.)             | 3 (58 Нед.)             | 26 (31 Нед.)            | Дата выхода: 9 декабря 2011 Продажи: + 200.000 |
| 2012 | Liberty of Action. Black Edition | нет информации (… Нед.) | нет информации (… Нед.) | нет информации (… Нед.) | Дата выхода: 30 ноября 2012 нет информации     |
| 2013 | Flames of Fame                   | 2 (21 Нед.)             | 5 (12 Нед.)             | 8 (16 Нед.)             | Дата выхода: 11 октября 2013 Продажи: +107.000 |
| 2015 | Dos Bros                         | —                       | —                       | —                       | Дата выхода: 25 сентября 2015                  |

### Синглы
| Год  | Название                                                           | Место в чартах | Место в чартах | Место в чартах | Комментарии                                                           |
| Год  | Название                                                           | Германия       | Австрия        | Швейцария      | Комментарии                                                           |
| ---- | ------------------------------------------------------------------ | -------------- | -------------- | -------------- | --------------------------------------------------------------------- |
| 2005 | Hey Ya! Internashville Urban Hymns                                 | 41 (9 Нед.)    | —              | —              | Дата выхода: 9 мая 2005                                               |
| 2005 | Hot in Herre / Like Ice in the Sunshine Internashville Urban Hymns | 83 (3 Нед.)    | —              | —              | Дата выхода: 25 июля 2005                                             |
| 2006 | I Say a Little Prayer Rodeo Radio / Low Voltage                    | 66 (9 Нед.)    | —              | —              | Дата выхода: 12 мая 2006                                              |
| 2006 | Ring Ring Ring Rodeo Radio                                         | 99 (2 Нед.)    | —              | —              | Дата выхода: 1 сентября 2006                                          |
| 2006 | Rodeo Radio / Low Voltage                                          | 93 (2 Нед.)    | —              | —              | Дата выхода: 29 декабря 2006                                          |
| 2007 | Everything Counts / Truck ’n’ Roll Rules Stallion Battalion        | 67 (4 Нед.)    | —              | —              | Дата выхода: 15 июня 2007                                             |
| 2009 | Last Day (Do or Die) Do or Die                                     | 78 (1 Нед.)    | —              | —              | Дата выхода: 19 июня 2009                                             |
| 2011 | Heroes/Helden Die Highlights                                       | 28 (9 Нед.)    | 50 (3 Нед.)    | —              | Дата выхода: 24. November 2011 (с Nena, Xavier Naidoo und Rea Garvey) |
| 2011 | Don’t Gimme That Liberty of Action                                 | 8 (58 Нед.)    | 1 (41 Нед.)    | 49 (10 Нед.)   | Дата выхода: 25 ноября 2011 Продажи: + 150.000                        |
| 2011 | L.O.V.E. Liberty of Action                                         | 74 (… Нед.)    | —              | —              | Дата выхода: 20 декабря 2011 (feat. Nena)                             |
| 2012 | Live It Up Liberty of Action                                       | 98 (1 Нед.)    | 52 (1 Нед.)    | —              | Дата выхода: 8 августа 2012                                           |
| 2013 | Do It Flames of Fame                                               | 31 (16 Нед.)   | 40 (9 Нед.)    | 36 (8 Нед.)    | Дата выхода: 13 сентября 2013                                         |
| 2014 | My Personal Song Flames of Fame                                    | ...            | ...            | ...            | Дата выхода: 4 апреля 2014                                            |